# Tephrina boaria
Tephrina boaria là một loài bướm đêm trong họ Geometridae.